# Vermilion Cliffs

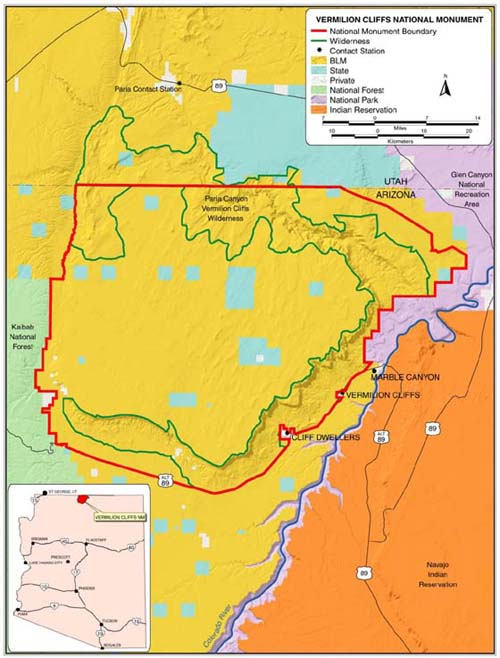
A Vermilion Cliffs Nemzeti Emlékhely térképe

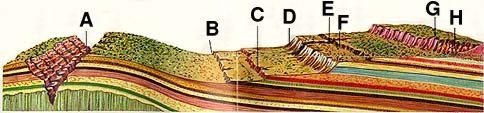
A Grand Staircase (Nagy Lépcsőház): A – Grand Canyon, B – Chocolate Cliffs, C – Vermilion Cliffs, D – White Cliffs, E – Zion Canyon, F – Gray Cliffs, G – Pink Cliffs, H – Bryce Canyon

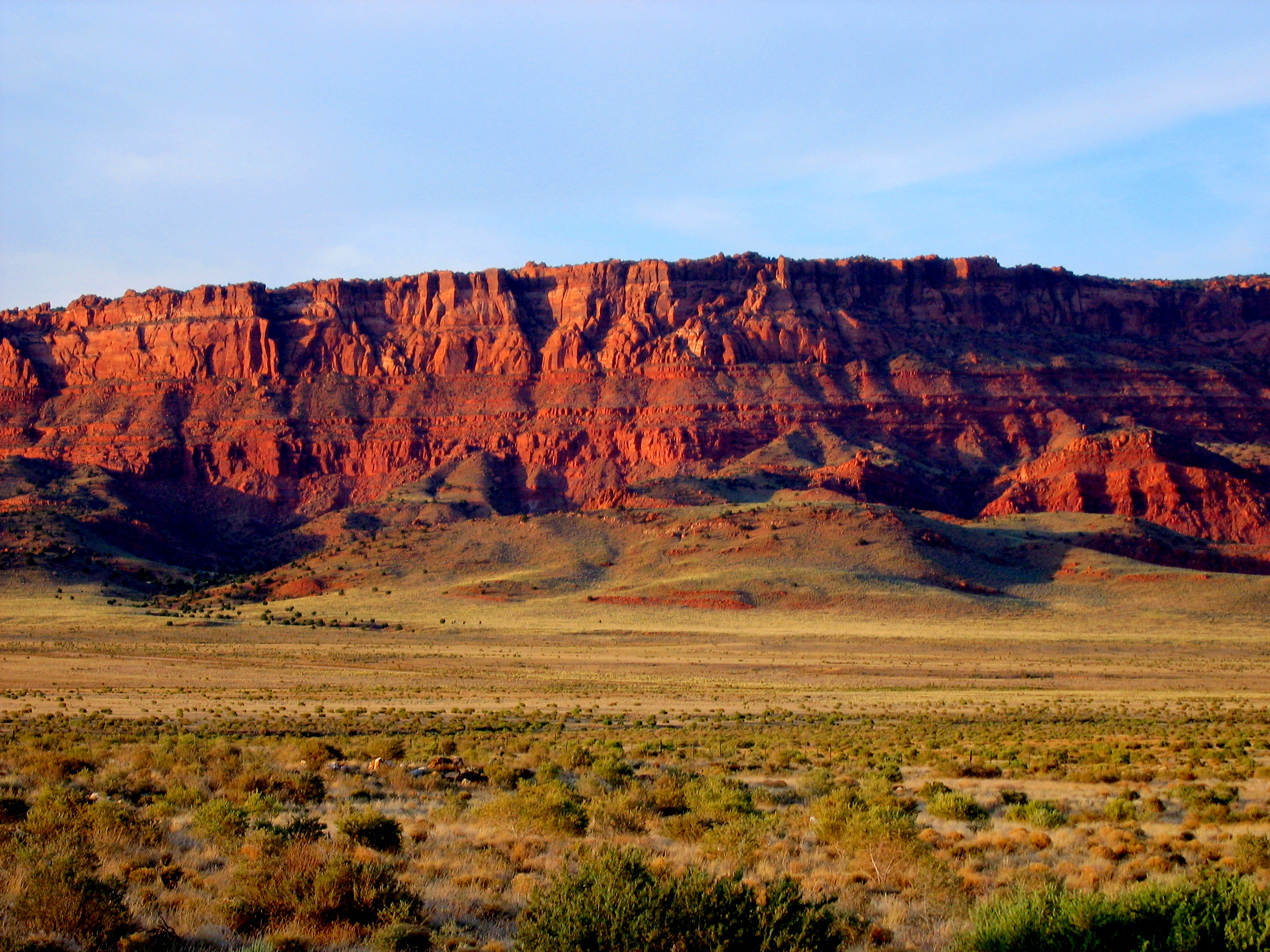
Vermilion Cliffs

A Vermilion Cliffs (magyarra fordítva: Cinóbervörös Sziklák) a Grand Staircase („Nagy lépcsőház”) második lépcsőfokát képezi a  Colorado-fennsíkon, Utah és Arizona államokban, az Amerikai Egyesült Államokban. A legközelebbi város: Page.

## Geológia
A Vermilion Cliffs anyaga eredetileg kőzetliszt és sivatagi dűnehomok volt, melyeket a rajtuk átszivárgó oldatokból kivált karbonátok, vas-oxid (amely a képződmény vörös színét adja), mangánásványok (melyek a képződmény kékes színeződését adják), illetve egyéb ásványok cementáltak össze.

## Történet
A Vermilion Cliffs fontos útvonal volt a 19. században, a telepesek itt haladtak át Utah-ból Arizona felé. A területet főleg korai mormon telepesek lakták be. Jelenleg a U.S. Highway 89A halad az eredeti útvonal nyomdokain, a House Rock Valley-n keresztül, a Kaibab-fennsíkon át a Jacob Lake-hez.
A Vermilion Cliffs környékén található a Lee-rév, a Glen Canyon, a The Wave, a Coyote Buttes, és más híres látványosságok.
1984-ben kb. 45 500 ha-nyi területen jelölték ki a Paria Canyon-Vermilion Cliffs Wildernesst, majd 2000-ben védetté nyilvánították a környéket jóval nagyobb területen, Vermilion Cliffs National Monument néven.

## Földrajz
A U.S. Highway 89 és 89A mentén Kanab (Utah) mellett és a Navajo hídnál (Arizona) végig láthatók a Vermilion Cliffs cinóbervörös színű sziklái.
Tavasszal, ha bő téli eső esett, akkor a völgyben a Highway 89 és a Vermilion Cliffs között a Sphaeralcea incana gömbmályvafaj szőnyegszerűen elterülő példányainak sokasága látható, más tavaszi virágokkal együtt.

## Fordítás
Ez a szócikk részben vagy egészben  a   Vermilion Cliffs című angol Wikipédia-szócikk ezen változatának fordításán alapul.  Az eredeti cikk szerkesztőit annak laptörténete sorolja fel. Ez a jelzés csupán a megfogalmazás eredetét és a szerzői jogokat jelzi, nem szolgál a cikkben szereplő információk forrásmegjelöléseként.